# Bucicani
Bucicani – wieś w Rumunii, w okręgu Dolj, w gminie Predești. W 2011 roku liczyła 7 mieszkańców.